# 别克佐德·阿布杜拉赫莫诺夫
别克佐德·阿布杜拉赫莫诺夫（1990年3月15日—）是一名乌兹别克斯坦自由式摔跤运动员，2014年和2018年两届亚运会冠军，两届亚洲冠军，世界锦标赛奖牌得主，参加2016年里约热内卢奥运会。东京奥运会铜牌得主。乌兹别克斯坦共和国功勋运动员。